# Désirée (film)
Désirée è un film del 1954 diretto da Henry Koster e prodotto da Julian Blaustein con sceneggiatura di Daniel Taradash, basato sul best-seller Désirée scritto da Annemarie Selinko. Il film si avvale delle musiche di Alex North e la fotografia in CinemaScope di Milton R. Krasner.
I protagonisti furono Marlon Brando come Napoleone Bonaparte e Jean Simmons nel ruolo di Désirée Clary. Tra gli altri Merle Oberon, Michael Rennie, Cameron Mitchell, Elizabeth Sellars, Charlotte Austin, Cathleen Nesbitt, Carolyn Jones e Evelyn Varden.
Il film fu nominato per due Academy Award, per migliore scenografia (Lyle R. Wheeler, Leland Fuller, Walter M. Scott, Paul S. Fox) e migliori costumi (René Hubert e Charles LeMaire).

## Trama
Nel 1794, a Marsiglia, Désirée Clary fa la conoscenza di un corso, Giuseppe Bonaparte, e invita lui e suo fratello, il capitano Napoleone Bonaparte, il giorno seguente a casa. Il giorno seguente, Julie, la sorella di Désirée, e Giuseppe sono immediatamente attratti l'un l'altro, mentre Napoleone corteggia Désirée. Le confida che i poveri fratelli Bonaparte hanno bisogno della ricca dote delle sorelle Clary. Più tardi, Désirée scopre che Napoleone è stato arrestato e portato a Parigi.
Napoleone alla fine torna a Marsiglia, dice a Désirée che è stato scagionato da tutte le accuse, ma gli è stato ordinato di rintracciare i realisti borbonici. Désirée prega Napoleone di lasciare le armi e unirsi a suo fratello negli affari, ma si fa beffe dell'idea e le propone di sposarlo. Désirée accetta e presta a Napoleone i soldi per tornare a Parigi.
Napoleone le dice che l'amerà per sempre e che tornerà presto per il loro matrimonio, ma i mesi passano e Désirée inizia a dubitare. In città conosce il generale Jean-Baptiste Jules Bernadotte. Scopre che Napoleone è fidanzato con la ricca Giuseppina di Beauharnais. Désirée vuole suicidarsi, ma Bernadotte, innamorato di lei, la ferma.
Più tardi, nel 1797, Napoleone, che ora è il principale generale francese, è riuscito a conquistare l'Italia, e Désirée vive a Roma con Julie e Giuseppe. Stanca di Roma, tuttavia, decide di tornare a Parigi, dove incontra Napoleone, ora sposato con Giuseppina, che le annuncia che partirà presto per una nuova campagna in Egitto. Bernadotte, entusiasta di rivedere Désirée, le propone di sposarlo.
Il 4 luglio 1799, Désirée e Bernadotte si sono felicemente sposati e hanno avuto un figlio, il futuro  Oscar I di Svezia. Il 9 novembre 1799, Napoleone è proclamato Primo console della Prima Repubblica francese e chiede a Bernadotte di raggiungere il suo concilio di stato.
Cinque anni dopo la sua incoronazione, disperato per la mancanza di un erede, Napoleone divorzia da Giuseppina, e Désirée la conforta, prima del matrimonio di Napoleone con Maria Luisa d'Asburgo-Lorena. Napoleone coinvolge la Francia in più guerre, mentre Bernadotte viene avvicinato dai rappresentanti del re Carlo XIII di Svezia, che desidera adottarlo e renderlo l'erede al trono. Désirée, stordita dalla notizia che un giorno sarà regina, sostiene comunque suo marito, e alla fine Napoleone permette a entrambi di lasciare Parigi.
A Stoccolma, Désirée non si adatta alla famiglia reale e chiede di tornare a casa. Otto mesi dopo, partecipa a un ballo a Parigi in cui Napoleone presenta suo figlio, Napoleone II. Napoleone inoltre velatamente minaccia sull'alleanza di Bernadotte con la Russia e annuncia alla folla che lei sarà tenuta in ostaggio per assicurarsi il sostegno della Svezia.
L'esercito francese viene sconfitto. Napoleone visita Désirée, chiedendole di scrivere una lettera a Bernadotte, per ottenere il suo aiuto. Désirée si rende conto che Napoleone la ama ancora ed è venuto più per lei che per cercare l'aiuto di suo marito. Poco dopo, durante la guerra della sesta coalizione, Bernadotte guida uno degli eserciti che travolge Napoleone, e il generale trionfante si riunisce con Désirée prima di tornare in Svezia.
L'esilio di Napoleone all'Elba è di breve durata: egli tenta il tutto per tutto a Waterloo, ma viene sconfitto si ritira con il suo esercito personale al castello di Malmaison. I rappresentanti degli eserciti alleati chiedono a Désirée di parlare con Napoleone, sperando che lei possa convincerlo ad arrendersi. Napoleone accetta di parlare con Désirée da solo, e riflette su quale sarebbe stato il suo destino se l'avesse sposata. Napoleone proclama di aver dato la vita per proteggere la Francia, ma Désirée gli dice gentilmente che deve fare come la Francia gli chiede e andare in esilio a Sant'Elena. Commentando quanto sia strano che i due uomini più importanti del loro tempo si siano innamorati di lei, Napoleone consegna a Désirée la sua spada in segno di resa e le assicura che la sua dote non era l'unica ragione per cui le aveva proposto di sposarlo molti anni prima a Marsiglia.

## Produzione
Il film venne girato in CinemaScope.

## Riconoscimenti
- 1955 - Premio Oscar
  - Candidatura Miglior scenografia a Lyle Wheeler, Leland Fuller, Walter M. Scott e Paul S. Fox
  - Candidatura Migliori costumi a Charles LeMaire e René Hubert